# 日本核螺
日本核螺（学名：Neadmete japonica），是新腹足目核螺科Neadmete的一种。主要分布于台湾，常栖息在300m泥沙海底。